# Johann Gotthilf Stritter
Johann Gotthilf Stritter (russisch Иван Михайлович Штриттер oder Стриттер, * 21. Oktober 1740 in Idstein, Nassau-Usingen; † 18. Februarjul. / 2. März 1801greg. in Moskau) war ein deutscher Historiker, der in Russland wirkte.

## Leben
Stritter wurde als Sohn des Direktors des Idsteiner Gymnasiums geboren. Er studierte ab 1760 an der Universität Halle und ab 1764 an der Universität Göttingen und spezialisierte sich auf dem Gebiet der byzantinischen Geschichte. 1766 erhielt er auf Empfehlung von August Ludwig von Schlözer eine Einladung der Kaiserlichen Akademie der Wissenschaften in St. Petersburg, die er annahm und Konrektor des Akademischen Gymnasiums wurde. Zugleich wurde er auf Antrag Schlözers 1766 an der Akademie angestellt, um alle verfügbaren Quellen zur russischen Geschichte, basierend auf Auszügen aus Werken byzantinischer Historiographen über Russland, zusammenzustellen und zu kommentieren. Zwischen 1771 und 1779 wurde als Ergebnis seiner Arbeit das vierbändige Werk Memoriae populorum, olim ad Danubium, Pontum Euxinum, Paludem Maeotidem, Caucasum, Mare Caspium, et inde magis ad septemtriones incolentium, e scriptoribus historiae Byzantinae erutae et digestae in St. Petersburg veröffentlicht. Bis 1777 war er als Lehrer am Akademischen Gymnasium in St. Petersburg tätig. Im Oktober 1779 wurde er nach Moskau an das dortige Archiv des Kollegiums für auswärtige Angelegenheiten versetzt. Ebenfalls 1779 wurde er Adjunkt für Geschichte der Kaiserlichen Akademie der Wissenschaften. In Moskau erhielt er den Auftrag, alle dort im Archiv vorhandenen Bücher und Manuskripte zur russischen Geschichte zu erschließen. Neben anderen Veröffentlichungen war er an einer Geschichte der Akademie der Wissenschaften beteiligt. 1783 begann er im Auftrag einer Kommission für die öffentlichen Schulen mit der Abfassung seines Hauptwerks, der Geschichte des Russischen Staates. Bis zu seinem Tod konnte er drei Bände vollenden, Gegenstand des dritten Bandes ist die russische Geschichte bis zum Ende des 16. Jahrhunderts.
1787 wurde er zum Ehrenmitglied der Kaiserlichen Akademie der Wissenschaften ernannt. Ab 1783 hatte er die Stellung eines Hofrats und ab 1797 die eines Staatsrats.

## Schriften (Auswahl)
- Иван Стриттер: История Российского Государства (Geschichte des Russischen Staates). Band 1. St. Petersburg 1800, S. 648.
- Иван Стриттер: История Российского Государства. Band 2. St. Petersburg 1801, S. 528.
- Иван Стриттер: История Российского Государства. Band 3. St. Petersburg 1802, S. 341.